# Melville Macnaghten

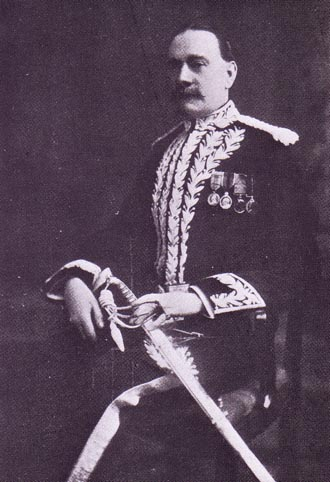
Sir Melville Macnaghten, um 1900

Sir Melville Leslie Macnaghten CBE CB (* 16. Juni 1853; † 12. Mai 1921 in Queen Anne’s Mansions, Westminster) war als Assistant Commissioner im Criminal Investigation Department (CID) des Metropolitan Police Service ein hochrangiger Polizist im Dienst des New Scotland Yard.

## Leben
Melville Macnaghten war das jüngste von fünfzehn Kindern des letzten Vorsitzenden der Britischen Ostindien-Kompanie, Elliot Macnaghten. Er studierte am renommierten Eton College in der englischen Grafschaft Berkshire. Nach dem Abschluss im Jahr 1872 ging er zurück nach Britisch-Indien, um als Aufseher auf der Teeplantage der Familie in Bengalen zu arbeiten. 1881 wurde er während eines Aufstands von indischen Landarbeitern schwer verletzt. Hierdurch lernte er James Monro (1838–1920) kennen, der zu dieser Zeit Bezirksrichter und Generalinspekteur der Polizei in Bombay war.
Am 3. Oktober 1878 heiratete er Dora Emily Sanderson (1860–1929), eine Tochter des Reverend Robert Edward Sanderson, Kanonikers von Chichester, und dessen Gattin Dorinthea Phelps Oldham. Aus der Ehe, die allen Berichten zufolge harmonisch verlief, gingen vier Kinder hervor, darunter Charles Melville Macnaghten (1879–1931), Lieutenant Colonel in Australien, und Christabel Mary (1890–1974), die 1910 Sir Henry Duncan McLaren, 2. Baron Aberconway, heiratete.

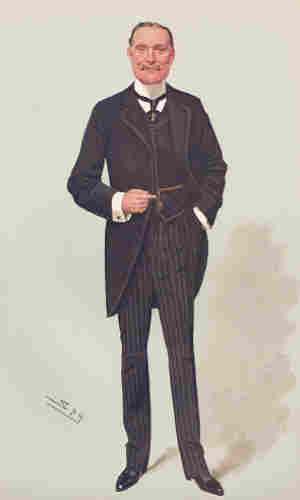
Sir Melville Macnaghten, Vanity Fair Karikatur, 1908

Im Jahr 1887 kehrte Macnaghten nach England zurück. Hier wurde ihm eine Stellung als Assistent des Polizeipräsidenten (Chief Constable) in der Metropolitan Police von James Monro angeboten. Dies wurde jedoch von Charles Warren (1840–1927), dem Chef der Londoner Polizei, verhindert. Warrens Ablehnung führte zu Monros Rücktritt – sein Nachfolger war Henry Metthews, 1. Viscount Llandaff (1826–1913). Da Warren außerdem als Liberaler im Konflikt mit dem Innenministerium (Home Office) unter dem Konservativen (Tory) Henry Matthews stand, was zu ständigen Intrigen und Meinungsverschiedenheiten in seinem Amt führte, nahm er am 9. November 1888 seinen Hut und schied aus dem Polizeidienst aus. 1889 wurde Macnaghten zum Assistent des Polizeipräsidenten ernannt und im Jahr darauf zum Chief Constable.
Obwohl Macnaghten nicht direkt an der Untersuchung der Jack-the-Ripper-Morde beteiligt war, hatte er ein aktives Interesse an dem Fall. Als Chief Constable hatte er Zugang zu den Aufzeichnungen der Polizei zu dem Fall; als Ergebnis seiner eigenen Untersuchungen schrieb er 1894 einen vertraulichen Bericht. Jedoch waren diese Aufzeichnungen nicht öffentlich zugänglich und wurden erst 1959 bekannt. Die Notizen spiegelten Macnaghtens Ansichten wider, die nicht notwendigerweise von den ermittelnden Beamten (z. B. Inspektor Frederick Abberline) geteilt wurden. In dem Bericht über die Liste der Anerkannten Fünf („Kanonischen Fünf“) nannte er drei mögliche Verdächtige: den Anwalt Montague John Druitt, den polnischen Juden Aaron Kosminski und den russischen Arzt und früheren Sträfling Michael Ostrog.
Macnaghten war auch an der Aufklärung anderer berühmter Kriminalfälle in der Geschichte der Metropolitan Police beteiligt, unter anderem an dem Fall des Dr. Hawley Crippen und an dem des Bruderpaares Alfred und Albert Ernest Stratton (The Mask-Murders). Die Strattons wurden auf der Grundlage von Fingerabdrücken, die erstmals als Mittel der Identifizierung eingesetzt wurden, wegen Mordes überführt.
Im Jahr 1903 wurde Macnaghten zum Assistant Commissioner befördert. Elf Jahre später veröffentlichte er seine Memoiren Days Of My Years und in den letzten zehn Jahren seines Lebens übersetzte er die Ars Poetica des römischen Dichters Horaz (65 v. Chr.–8 v. Chr.) ins Englische.

## Auszeichnungen
- 1889 Assistent des Polizeipräsidenten
- 1890 Chief Constable
- 1903 Assistant Commissioner
- 1907 Commander of the British Empire
- 1918 Companion of the Bath
- 1918 Knight Commander of the White Military Order of Spain
- 1918 Commander of the Order of the Dannebrog